# Pensol
Pensol – miejscowość i gmina we Francji, w regionie Nowa Akwitania, w departamencie Haute-Vienne.
Według danych na rok 1990 gminę zamieszkiwało 220 osób, a gęstość zaludnienia wynosiła 15 osób/km² (wśród 747 gmin Limousin Pensol plasuje się na 414. miejscu pod względem liczby ludności, natomiast pod względem powierzchni na miejscu 452.).

## Populacja

Populacja Pensol w latach 1962–2008